# Prosenella unicolor
Prosenella unicolor là một loài bọ cánh cứng trong họ Cerambycidae.